# Stickning

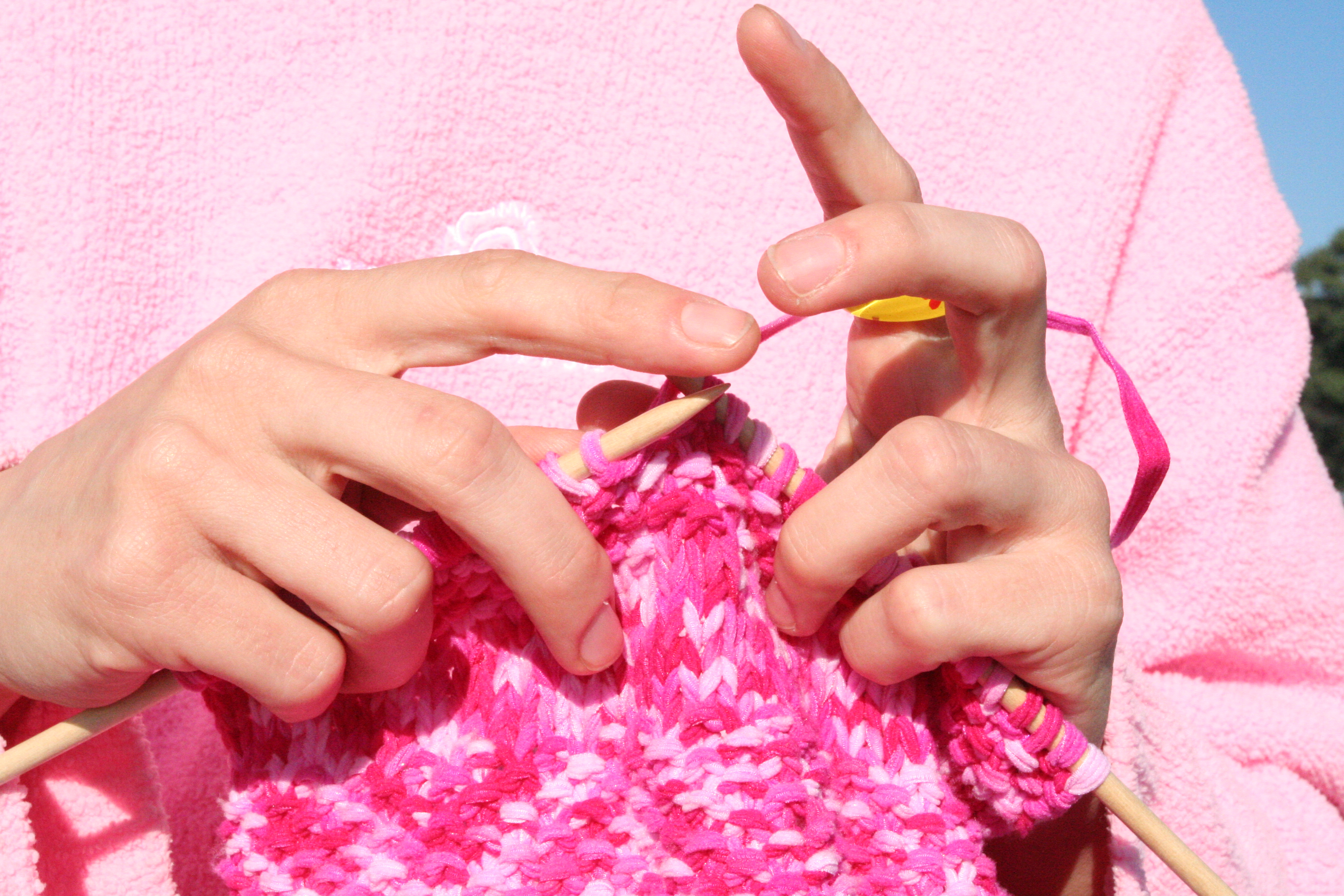
Stickning.

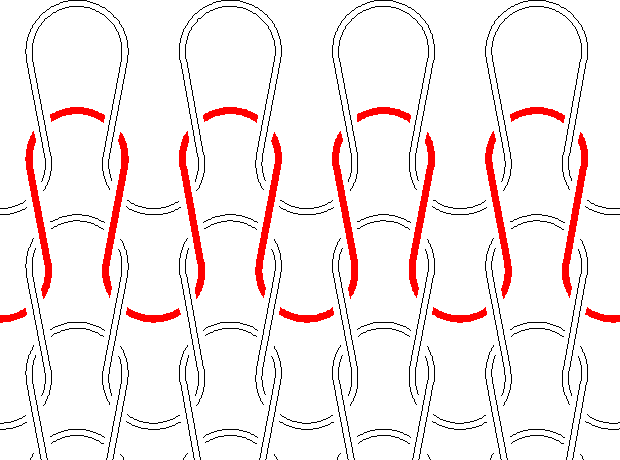
Illustration av hur garnet löper i en slätstickning.

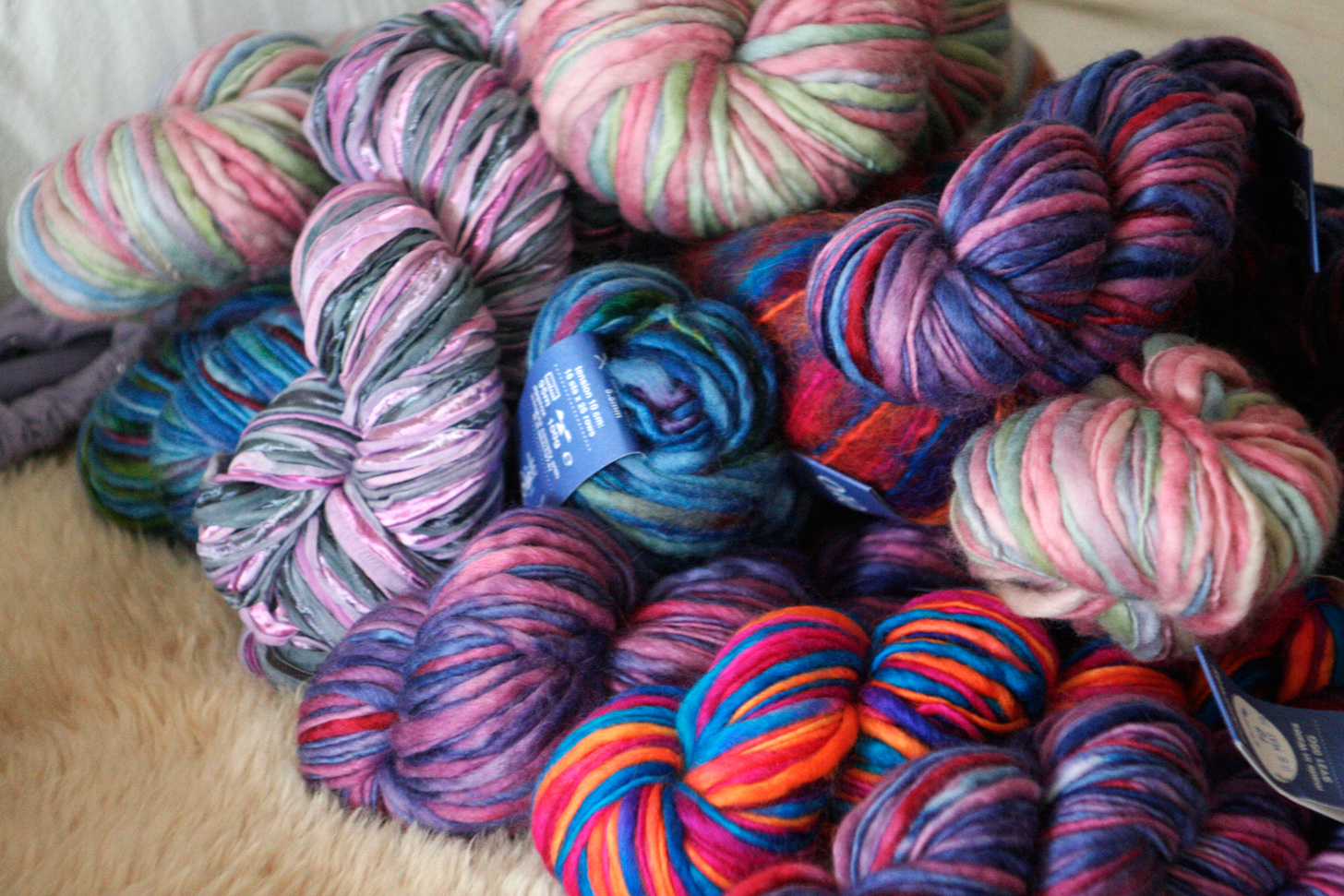
Exempel på melerat garn i olika kvaliteter.

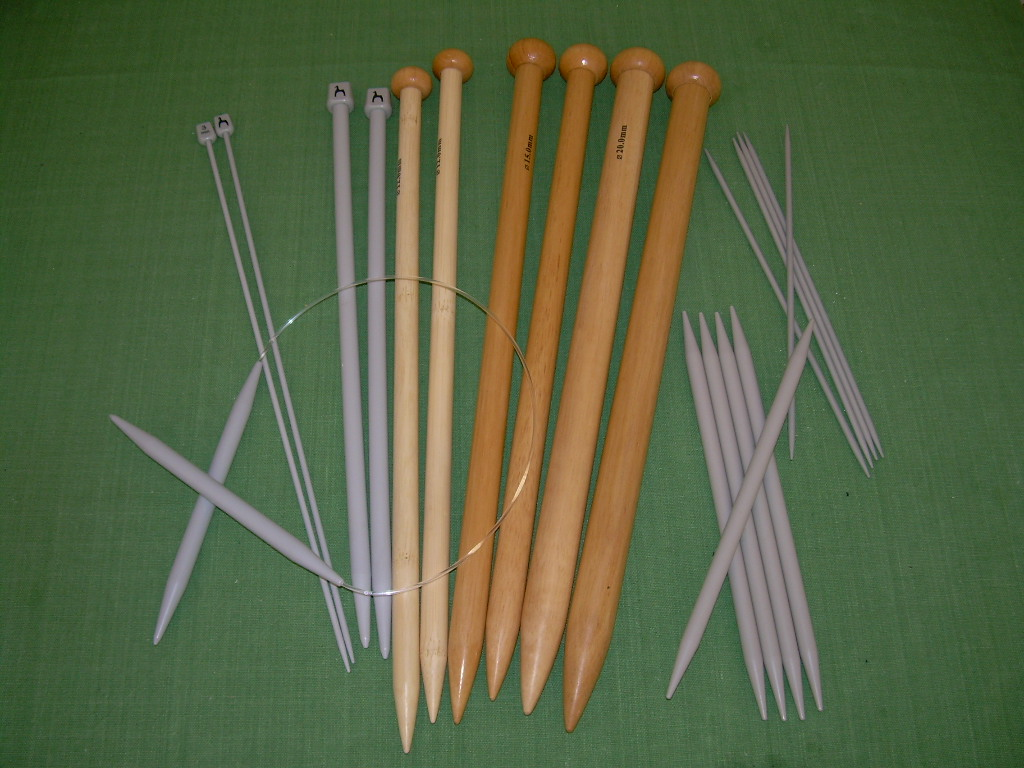
Olika sorters stickor. Längst till vänster en rundsticka, längst till höger strumpstickor.

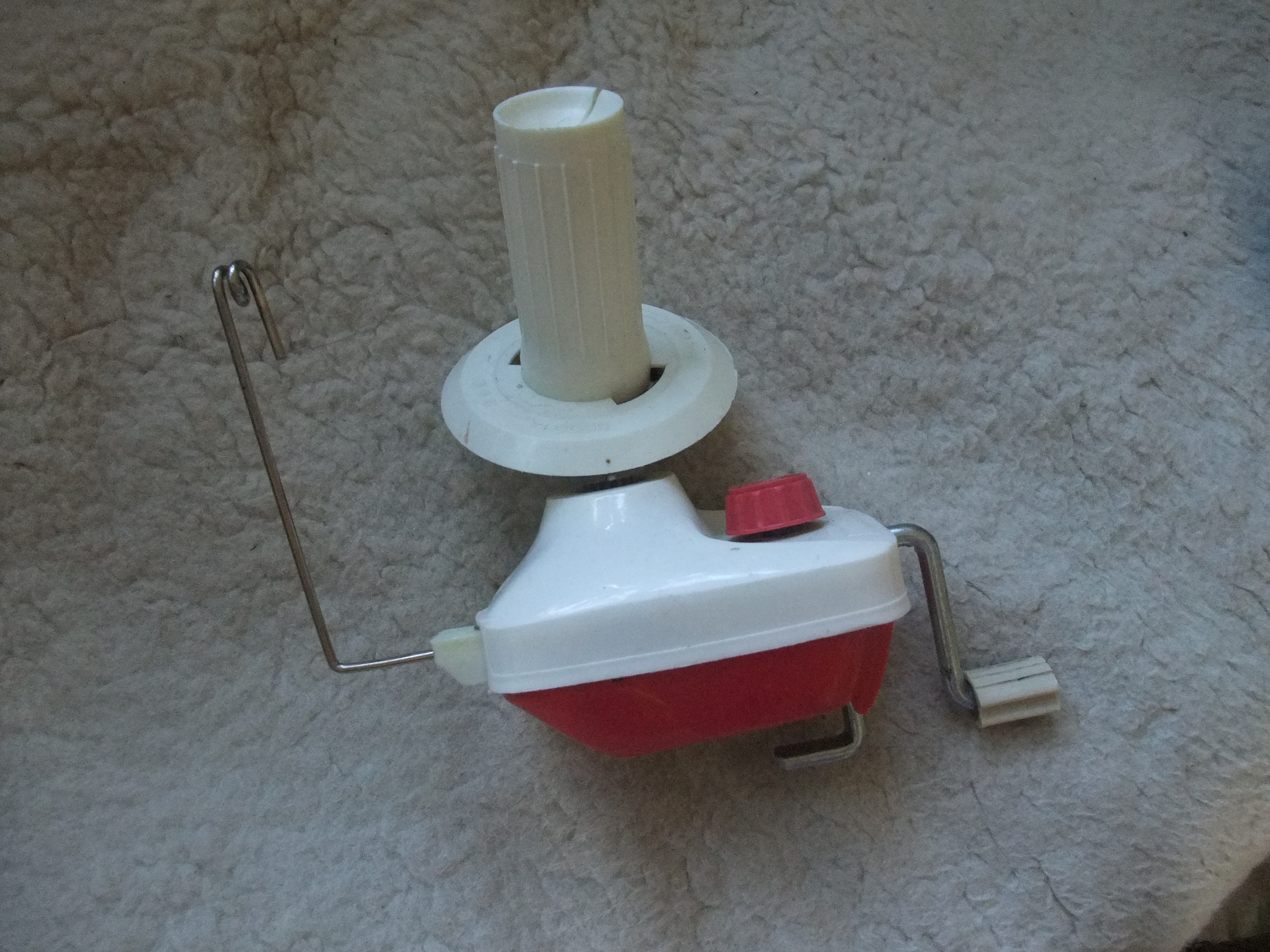
Spolmaskin för garn till exempelvis stickning, virkning, nålbindning.

Stickning är en textil teknik. Många av termerna inom stickning används också vid virkning även om det är helt olika tekniker att av garn eller tråd framställa textila produkter. 
När man stickar lägger man upp det antal maskor som mönstret erfordrar för den del av plagget eller produkten som kan stickas i ett stycke. Från maskorna fortsätter arbetet att varv för varv tillfoga nya maskor med hjälp av stickor. Variationen i stickningen erhålls genom en blandning av räta och aviga maskor, omslag, platsbyten av maskor, vridning av maskor,  utökningar och sammantagningar. 
Räta och aviga maskor har inte att göra med rät- och avigsida på stickalstret – vilket handlar om vilken sida som ses som fram- respektive baksida av arbetet – utan huruvida garnet löper in i maskan framifrån eller bakifrån öglan. Huruvida en maska beskrivs som rät eller avig handlar egentligen om från vilket håll maskan betraktas; en rät maska är, sedd från andra sidan av arbetet, en avig maska och tvärt om.

## Historia
Sticktekniken uppfanns troligen i Italien på 1200- eller 1300-talet. En av de äldsta avbildningarna av stickning är en madonnabild målad av Ambrogio Lorenzettis verkstad i Siena någon gång under första hälften av 1300-talet. Här används fyra stickor och garnnystan i flera färger. Bertram från Minden har utfört en känd avbildning av en stickande madonna Buxtehudes benediktinerkloster omkring 1370, vilket visar att tekniken då var känd i Tyskland.
Stickningstekniken kom till Norden under 1500-talet. Det äldsta belägget kommer från Malmö, där Michel Hanssens bouppteckning från 1558 upptar "en knøtt vllen skiortte". Enligt en äldre tradition skall Erik XIV ha varit den första i Sverige att 1562 bära stickade silkesstrumpor, men det är troligen fel, av allt att döma var stickningen tämligen utbredd under 1560-talet, flera brev från Nordiska sjuårskriget visar att danska officerare skrivit hem till sina kära och begärt stickade strumpor översända. I Uppsala domkyrka finns en vante som enligt uppgift tillhört Sten Svantesson Sture som stupade i Sjöslaget vid Bornholm. Vanten är en damvante han erhållit som kärlekspant och har av inskriften att Freuchen Sofia tillhört Sofia Vasa. I biskop Jens Nilssens visitationsböcker från 1574–1597 anges att Karen Gyldenstierne då hon 1550 sattes i kloster där fått lära sig sticka.
Under 1600-talet konkurrerade den snabbt ut den tidigare nålbindningstekniken. Orsaken till det snabba genombrottet för stickning var att ullgarn var lätt och billigt att anskaffa, att stickade alster ansågs ha vackrare utseende, men framför allt för att det går mångdubbelt fortare att sticka, jämfört med att nålbinda. Ett äldre halländskt ord för stickning är bindslöjd. Många plagg är stickade. Fabriksstickat tyg som används till exempelvis t-shirtar och underkläder kallas trikå och är mer elastiskt än vävt tyg. Under senare årtionden har stickning återigen kommit på modet. Det finns för närvarande många stickade plagg i modeaffärerna. Dessa är ofta maskinstickade, något som en stickare tydligt kan se.

## Tekniker

### Stickmetoder
Det finns en rad olika sätt att sticka på. Variationer i antal stickor, design på stickor eller hur garnet matas fram ger olika stickmetoder som ibland kan ha olika användningsområden men ofta är mest en smaksak.

#### Kontinental stickning
Den vanligaste sticktekniken i Sverige innebär att garnet matas fram från vänster hand. Denna teknik används på många andra ställen i världen och kallas kontinental stickning (continental knitting på engelska). Med den här tekniken behöver stickaren aldrig lyfta händerna från stickorna under stickningens gång.

#### Engelsk stickning
På några ställen i världen är den gängse sticktekniken det engelska sättet (English knitting på engelska). Här matas garnet istället fram från höger hand och denna teknik innebär att stickaren oftast måste lyfta högerhanden från stickan för att kasta garnet över högerstickan för varje maska. Detta leder till att denna teknik oftast blir långsammare än den kontinentala tekniken.

#### Irländsk stugstickning
Det vanligaste sättet att sticka nuförtiden går ut på att låta högra stickan (egentligen stickan som arbetet förs över till under stickningen av det nya varvet, vilket nästan alltid är den högra) vara den som rör sig mest medan den andra stickan hålls nästan stilla. I irländsk stugstickning (Irish cottage knitting, pivot knitting eller lever knitting på engelska) gör stickaren istället tvärt om. Här får stickan som arbetet ska föras över till vara stilla – ofta inklämd i armhålan – medan den andra stickan rör sig. Garnet matas fram från höger hand, som vid engelsk stickning, med den skillnaden att handen inte behöver inte alternera mellan att hålla stickan och kasta garnet över stickan utan enbart hanterar det senare nu. Den här tekniken hade nästan glömts bort helt men har på senare år återupptäckts och rekommenderas ofta för stickare som drabbats av problem med förslitningsskador då den anses vara skonsammare för handlederna. Det är också en teknik som möjliggör högre hastighet än det gängse sättet att sticka, vilket är ytterligare en fördel för till exempel professionella stickare.
Ett äldre redskap för irländsk stugstickning är knyttepinnen eller strumpstickshållaren, som användes för att stödja den ena stickan mot kroppen istället för att ha den inklämd i armhålan. Knyttepinnen kan antingen vara utformad som ett koniskt eller rakt skaft med hål för stickan, eller som ett knyte av små träpinnar, eller hönsfjädrar bland vilka stickan förs in. I denna modell kallas redskapet på engelskspråkigt område bundlestick. Det är förutom i Storbritannien även känd i Frankrike, på Orkneyöarna, i Norge, Sverige och Danmark. Knyttepinden som redskapet kallas i Danmark finns det exemplar bevarade av från 1500-talet. I Sverige är redskapet endast känt från Skåne.

#### Rundstickning
För vissa plagg, som till exempel strumpor, är det fördelaktigt att använda sig av rundstickning istället för att sticka fram och tillbaka och sedan behöva sy ihop alstret. Detta går att åstadkomma genom att välja att sticka med strumpstickor, en rundsticka eller en påtram. 
En strumpsticka är en kortare sticka med udd i båda ändarna istället för att ha en udd bara i ena änden och en stopp i den andra. För att kunna sticka runt används oftast fem strumpstickor; fyra fördelade på arbetet och en som den aktuella delen av arbetet stickas över till. Det går dock att sticka runt med så få som tre strumpstickor. 
En rundsticka är två korta stickor som sitter ihop med en vajer. Rundstickor kan användas både för rundstickning och för stickning fram och tillbaka. Det senare har flera fördelar, som att stickaren bara behöver hålla reda på en sticka, att arbetet inte riskerar att åka av stickan lika lätt vid frakt eftersom det kan dras ner på vajern samt att det inte är lika tungt för handlederna för större alster eftersom det inte ger samma hävstångseffekt som raka, fasta stickor med ett större alster på.
En påtram är en fast ram med piggar på för varje maska. Genom att dra garnet framför piggarna och fånga upp det genom de existerande maskorna en åt gången för att bilda den nya maskan som hängs upp på den aktuella piggen skapas en rundstickning.

### Sticktekniker

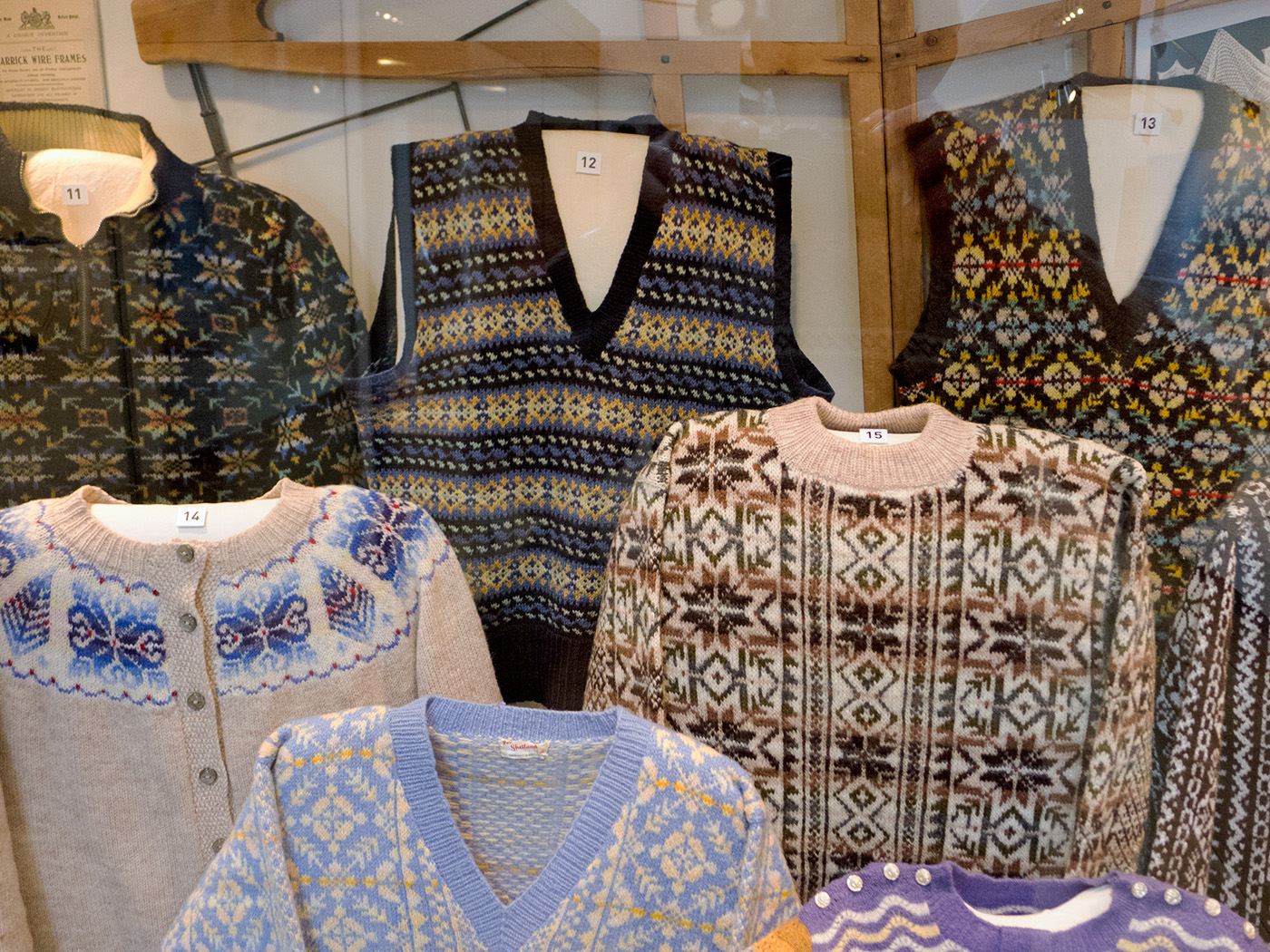
Flerfärgsstickade tröjor, koftor och västar.

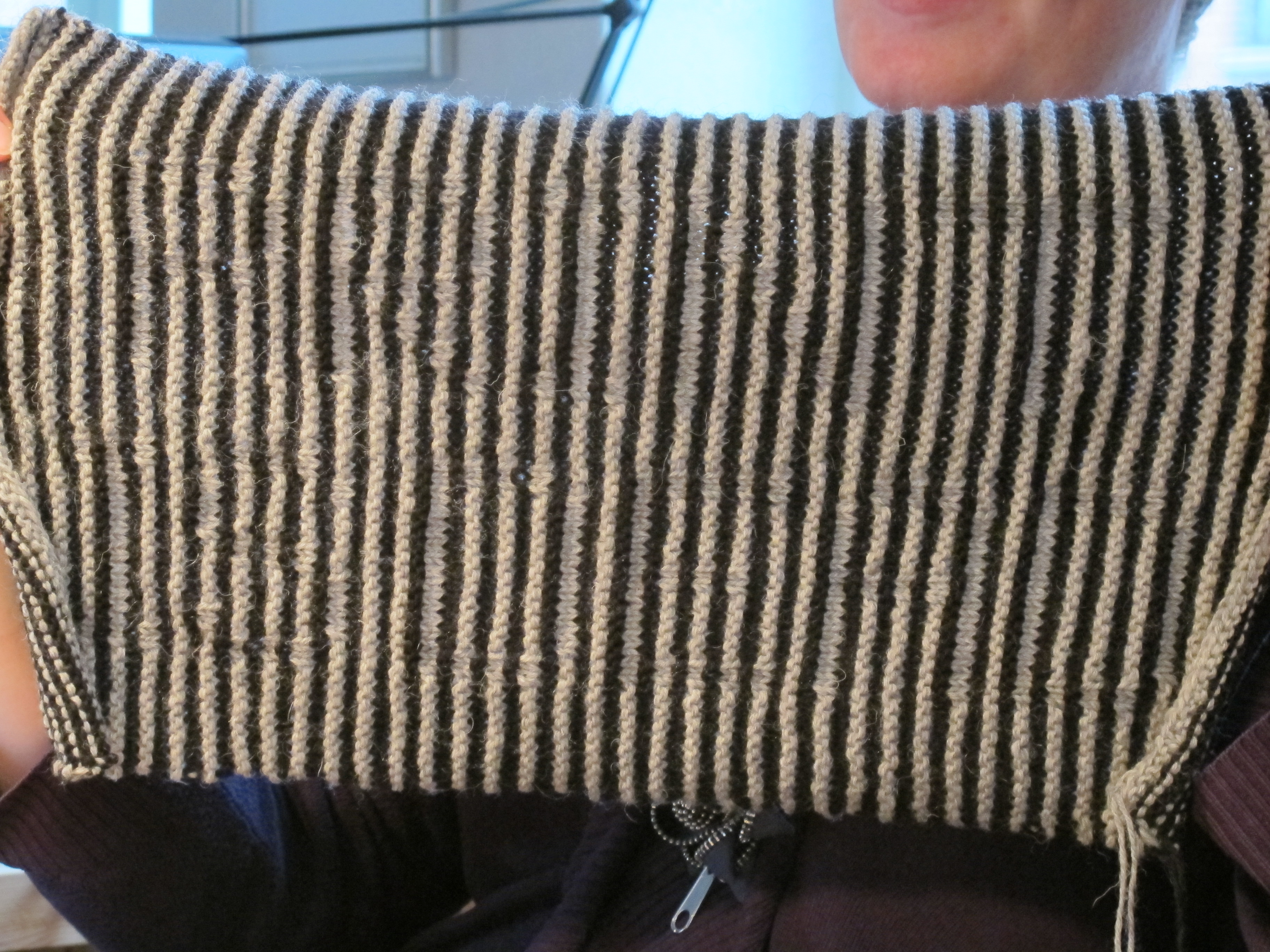
Skuggstickning sedd rakt framifrån.

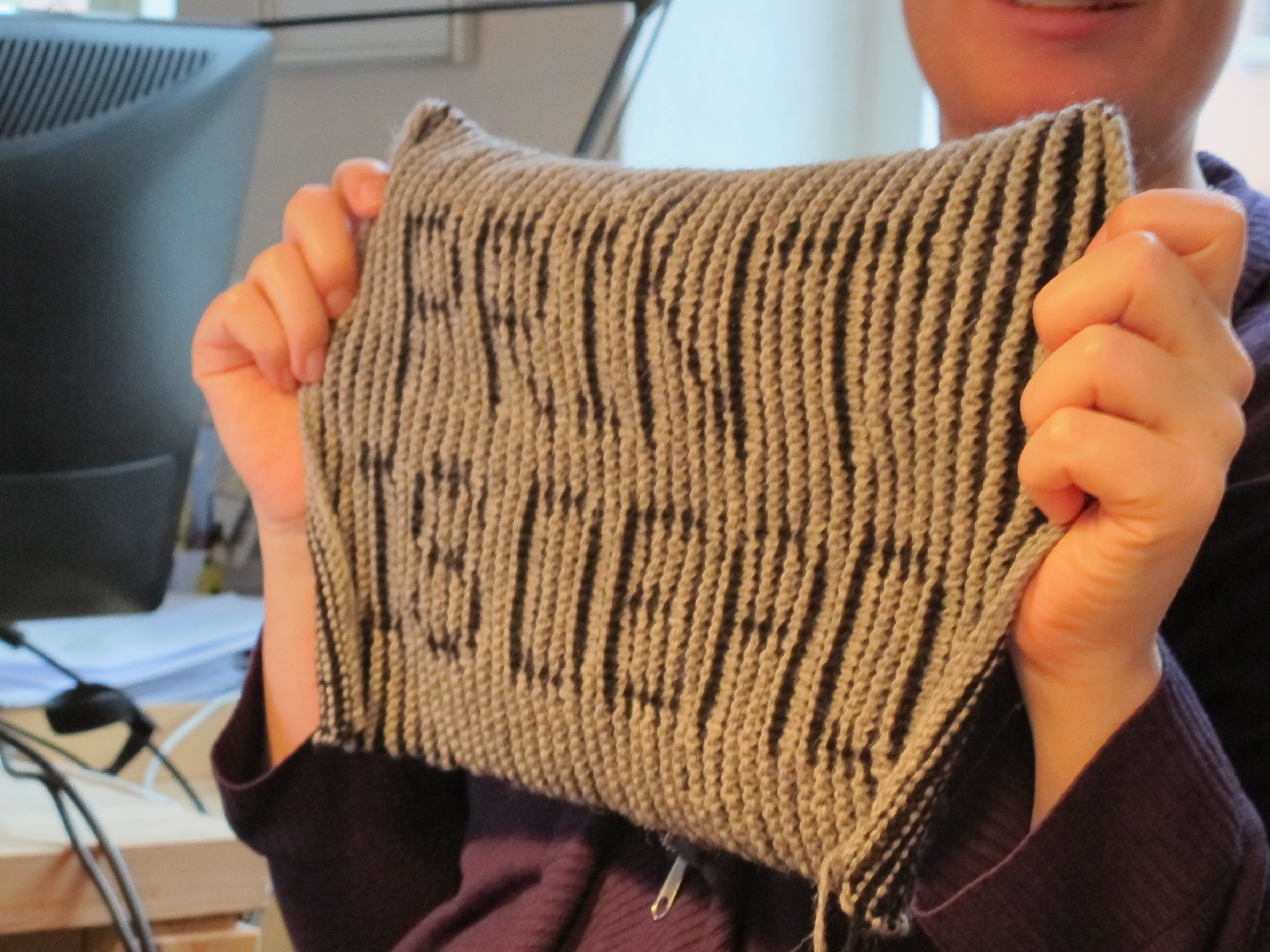
Samma skuggstickning som ovan, sedd från sidan.

Det finns många olika sticktekniker som ger resultat vilka skiljer sig väsentligt från den mest grundläggande sticktekniken, att med en färg och ett nystan sticka ett lager av sitt alster. Några olika tekniker är:

#### Flerfärgsstickning
Flerfärgsstickning är en ett samlingsnamn för olika tekniker för att sticka mönster i fler än en färg. Det kan ske både genom att olika färger stickas i olika större fält (intarsiastickning) eller genom att stickaren byter mellan två eller flera färger under samma varv (Fair Isle-stickning eller norsk stickning). I den senare tekniken följer alla färgerna med under varvet på stickningens avigsida som "flotteringar" eller "flottörer". En av de största utmaningarna med Fair Isle/norsk stickning är att få rätt trådspänning på flottörerna, så att stickningen inte blir knölig men inte heller riskerar att kunna dras ut.

#### Dubbelstickning
Dubbelstickning är en stickteknik där både fram- och baksida stickas samtidigt som två slätstickade lager. För att dessa två lager ska bli ett sammanhängande tyg behöver stickaren byta plats på maskorna på fram- och baksidan med jämna mellanrum. De avigstickade sidorna hamnar på insidan av tyget och kommer därför inte synas.
Om två eller flera färger används uppstår ett mönster på båda sidor av tyget. Detta mönster kommer att vara färgmässigt inverterat på baksidan och framsidan, vilket ofta är den effekt man vill uppnå vid dubbelstickning.

#### Tvåändsstickning
Tvåändsstickning är en gammal stickteknik som har varit nära att falla i glömska. Den liknar vanlig stickning på många sätt, men stickaren matar fram nytt garn från två nystan istället för ett. Trådarna snos om varandra vid varje maska vilket medför att alstret blir tjockare och tätare. Detta gör att tekniken lämpar sig väl för plagg som vantar eller mössor, som gärna ska släppa igenom mindre blåst. Det går inte att använda mönster framtagna för vanlig stickning rakt av för tvåändsstickning då det senare resulterar i andra proportioner vad gäller masktäthet.

#### Skuggstickning
Skuggstickning är en mönsterprincip som resulterar i att mönstret knappt syns om man ser det stickade arbetet rakt framifrån, men där mönstret framträder om man ser arbetet i en speciell vinkel. När arbetet rör sig uppstår en skuggeffekt och mönstret byter utseende efter hur du rör på det.
Skuggstickning åstadkoms med hjälp av två olika färger där kontrastfärger ger bäst effekt. Det stickas två varv med varje färg. På rätsidan stickas alla maskor räta och på avigsidan varierar stickaren mellan räta och aviga beroende på mönstret hen vill åstadkomma. Mönstret kommer fram genom att stickaren får en mörk rätstickad del i det ljusa partiet, och en ljus rätstickad del i det mörka partiet. 

### Olika uppläggnings- och avmaskningstekniker med
Det finns många olika sätt att påbörja och avsluta ett stickat stycke. Olika metoder kan lämpa sig olika väl beroende på vad det aktuella stycket ska användas till och vilket mönster det har. Till exempel kan en mudd behöva större töjbarhet än en axelsöm.

## Grundmönster
Det finns otaliga varianter av mönster och strukturer som kan åstadkommas inom stickning, genom att enbart alternera räta och aviga maskor, ökningar, minskningar, omslag och flyttar av maskor. Det finns dock en handfull vanligt förekommande grundmönster. Samtliga mönster nedan beskrivs utifrån stickning med framåt- och tillbakalöpande varv, inte som rundstickning.

### Rätstickning

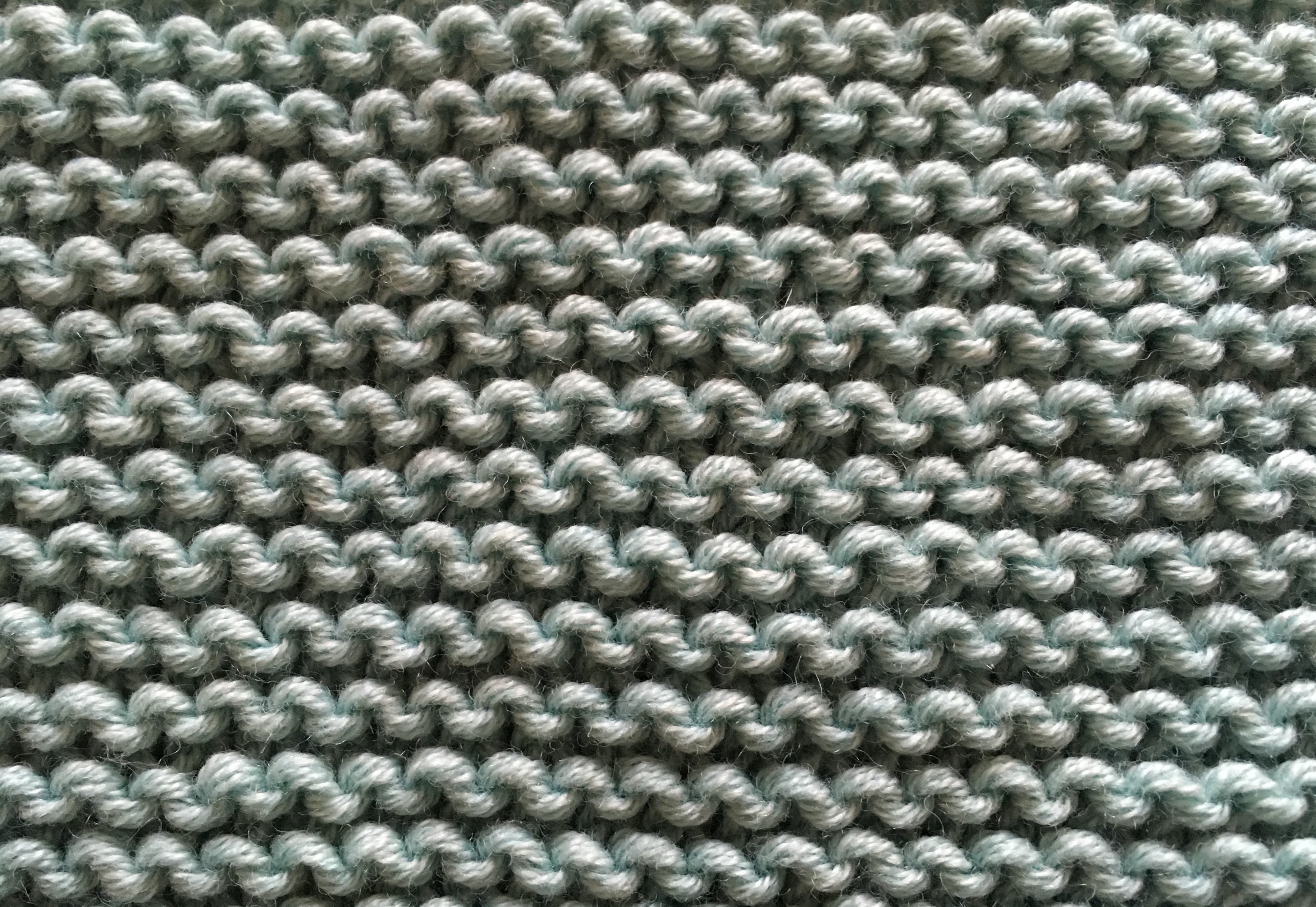
Rätstickning.

Rätstickning är det enklaste grundmönstret inom stickning. Det uppnås genom att enbart sticka räta maskor på samtliga varv när du stickar fram- och tillbaka. Rätstickning ser likadan ut från rät- och avigsidan.
Varv 1: Räta maskor hela varvet.
Upprepa varv 1.

### Slätstickning

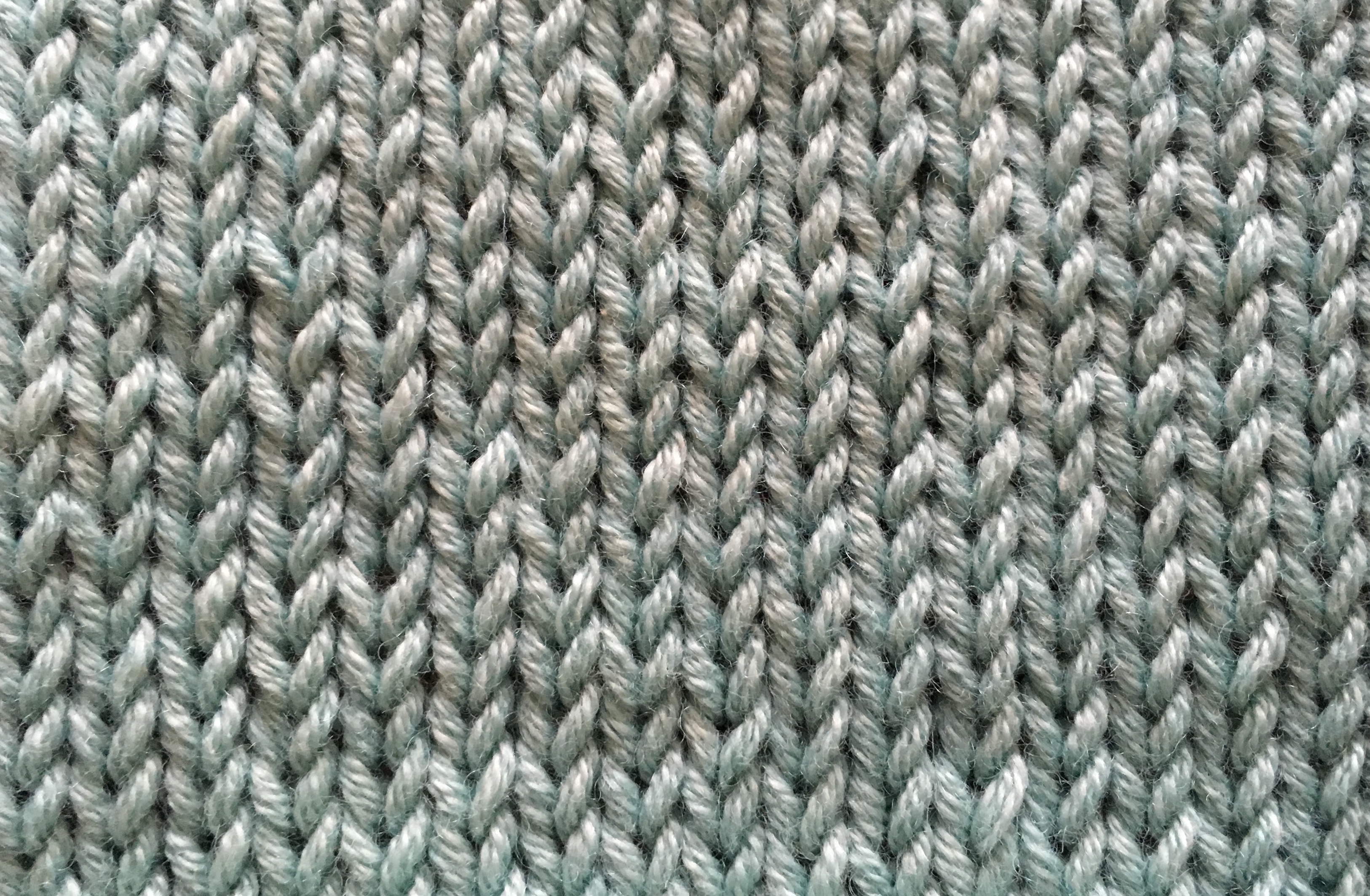
Slätstickning sedd från rätsidan.

Slätstickning är ett av de vanligast förekommande grundmönstren i stickade plagg. Det fås genom att vartannat varv stickas med räta maskor och vartannat varv med aviga. Detta leder till att alla räta maskor hamnar på ena sidan av det stickade alstret medan de aviga hamnar på andra. En nackdel med slätstickning är att alstret tenderar att rulla ihop sig i kanterna – både i över- och underkant samt i sidokanterna. På grund av detta inkluderar stickmönster oftast ett annat grundmönster åtminstone för de kanter som inte kommer sys ihop med andra kanter. Rätstickning, ribbstickning eller mosstickning brukar vara vanliga i dessa fall.
Varv 1: Räta maskor hela varvet.
Varv 2: Aviga maskor hela varvet.
Upprepa varv 1 och 2.
Man kan också sticka räta maskor fram och tillbaka dvs vartannat varv som högerhänt och vartannat varv som vänsterhänt så slipper man dessutom vända på stickningen.

### Ribbstickning (resårstickning)

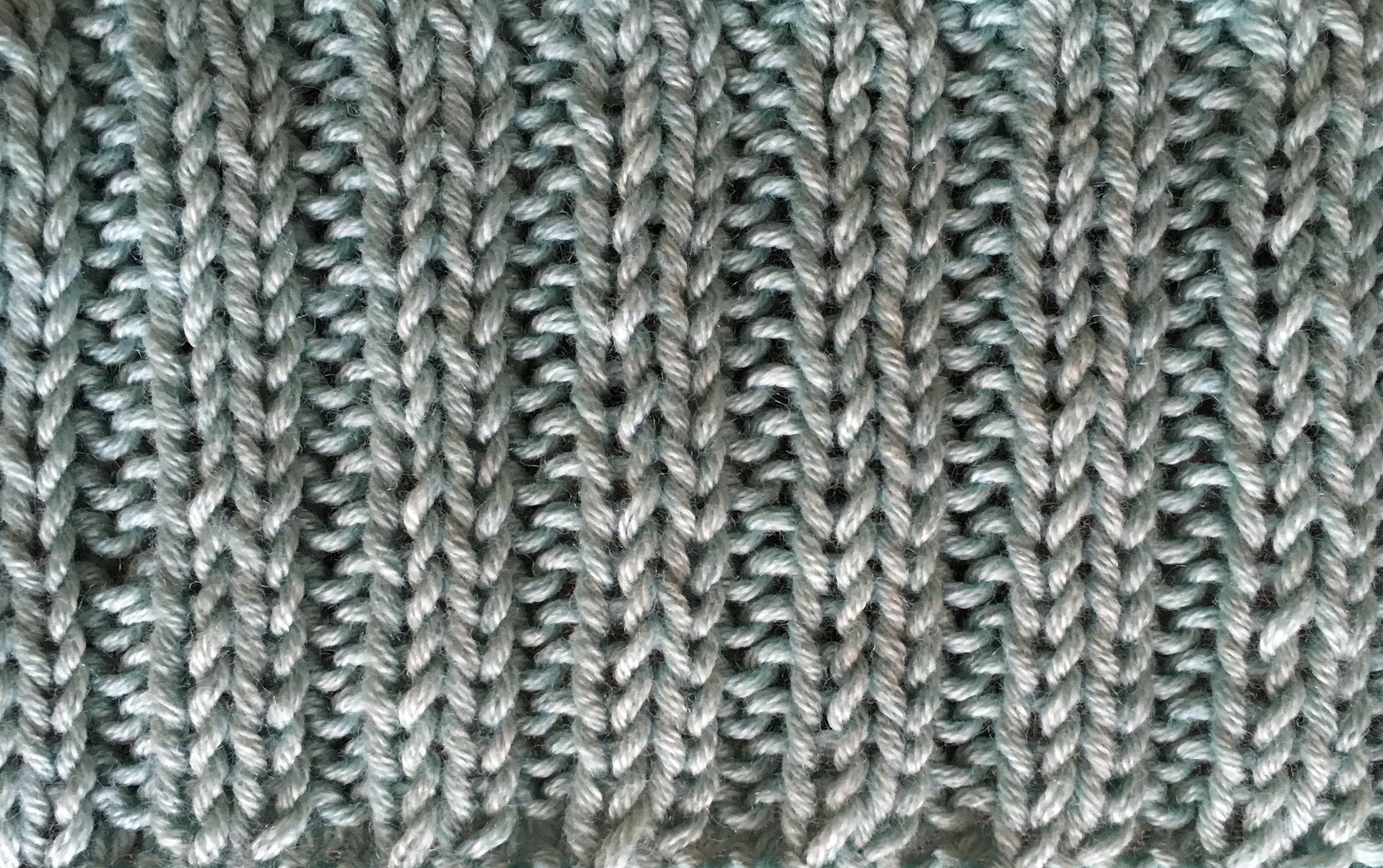
Ribbstickning; 2 räta, 2 aviga.

Ribbstickning fås genom att alternera mellan räta och aviga maskor, i ett fast antal åt gången, och sedan konsekvent sticka räta maskor i räta maskor och aviga i aviga på nästföljande varv. Ribbstickningar kan göras i många olika storlekar, till exempel 1 rät/1 avig, 2 räta/2 aviga, 2 räta/1 avig och så vidare. Gemensamt för ribbstickning är dock att det ger ett elastiskt resultat och därför lämpar sig väl för till exempel muddar.
Exempel på ribbstickning:
Varv 1: 2 räta, *2 aviga, 2 räta*, upprepa från * till * varvet ut.
Varv 2: 2 aviga, *2 räta, 2 aviga*, upprepa från * till * varvet ut.
Upprepa varv 1 och 2.

### Mosstickning

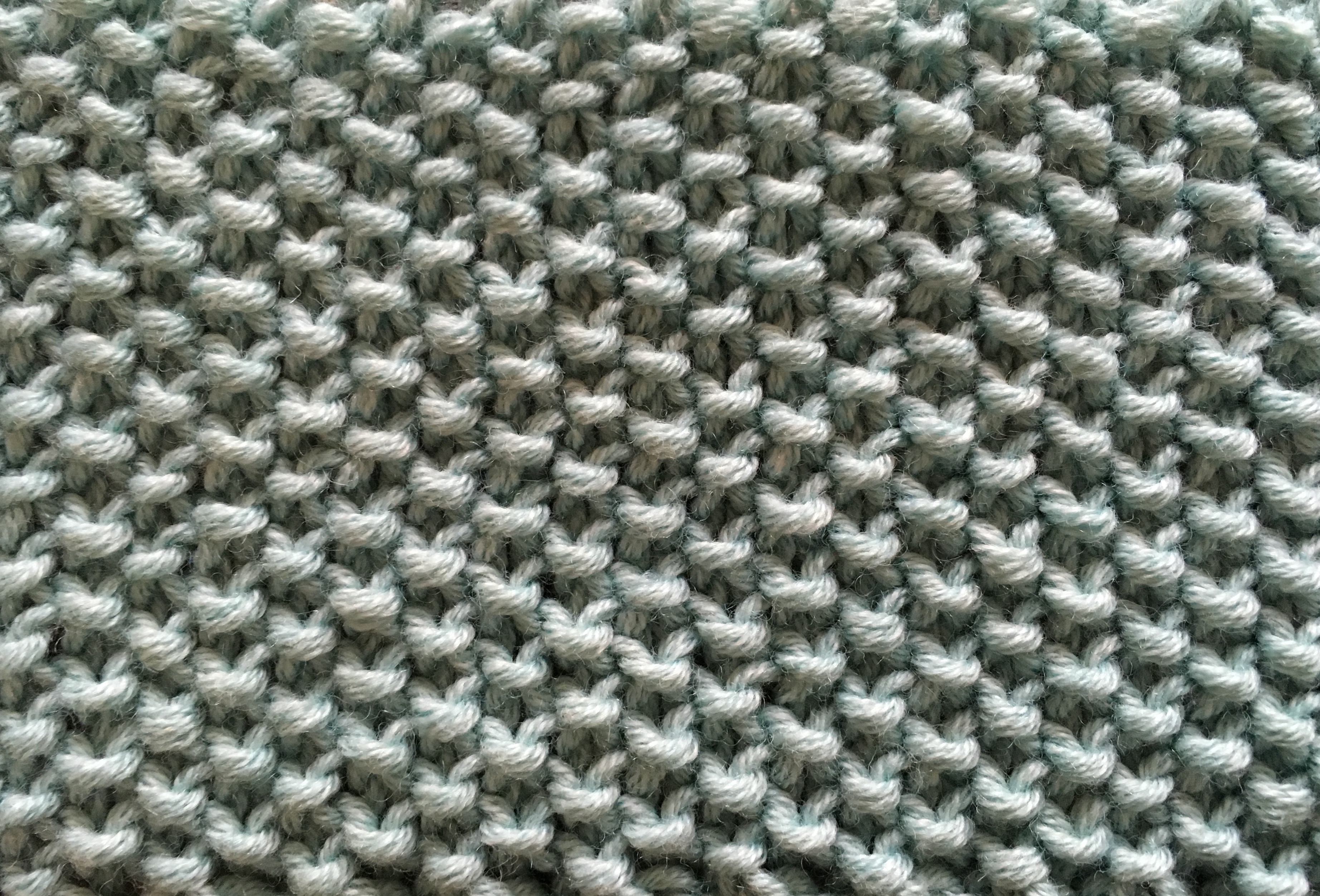
Mosstickning.

Mosstickning fås genom att alternera mellan räta och aviga maskor och på nästa varv sticka räta i aviga maskor och tvärtom.
Varv 1: 1 rät, *1 avig, 1 rät*, upprepa från * till * varvet ut.
Varv 2: 1 avig, *1 rät, 1 avig*, upprepa från * till * varvet ut.
Upprepa varv 1 och 2.

### Korgstickning

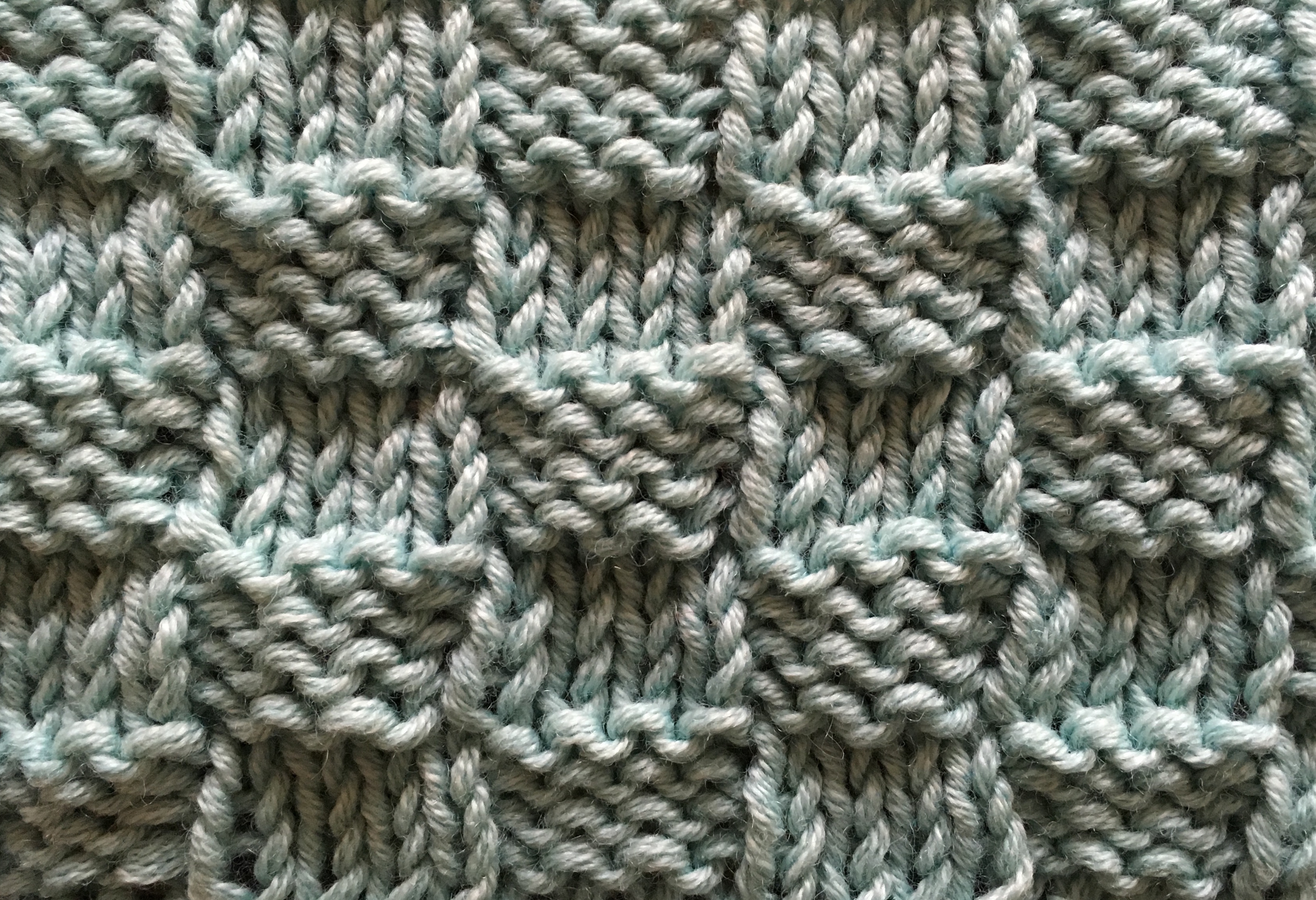
Enkel korgstickning.

Korgstickning är ett mönster som imiterar korgflätning. En enkel variant av korgstickning fungerar som en utvidgning av idén bakom mosstickning. Istället för att alternera mellan aviga och räta direkt så stickas här flera räta i rad följt av lika många aviga i rad. Sedan stickas räta i räta och aviga i aviga på nästföljande varv tills varje slätstickat fält är lika högt som brett.
Exempel på korgstickning:
Varv 1: *4 räta, 4 aviga*, upprepa från * till * varvet ut.
Upprepa varv 1 ytterligare 3 gånger.
Varv 2: *4 aviga, 4 räta* , upprepa från * till * varvet ut.
Upprepa varv 2 ytterligare 3 gånger.
Upprepa hela instruktionen.

### Flätstickning (kabelstickning)

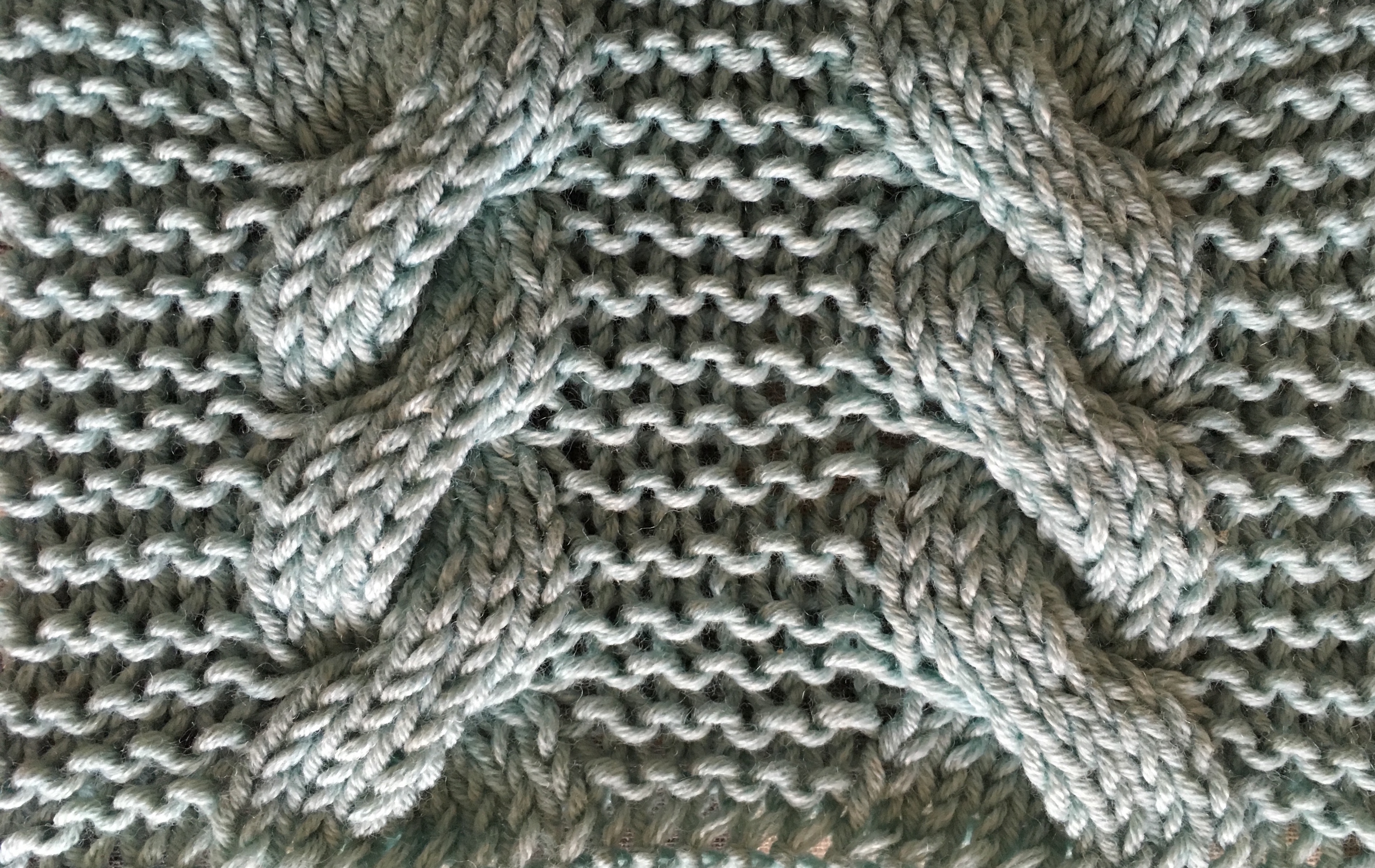
Två flätor/kablar - en vänstervriden samt en högervriden.

Flätor (eller kablar) är en vanlig form av dekorativ stickning. Flätorna åstadkoms genom att lyfta av en grupp med maskor, sticka nästföljande grupp maskor och sedan föra in och sticka de avlyfta maskorna. Flätorna kan vridas åt olika håll och göras med två eller flera slingor av maskor.
Exempel på flätstickning:
Varv 1: X aviga, 8 räta, X aviga.
Varv 2: Räta maskor hela varvet.
Upprepa varv 1 och 2 ytterligare två gånger.
Varv 7: X aviga, lyft av 4 räta maskor på en separat sticka och låt hänga framför arbetet, 4 räta, sticka de fyra avlyfta maskorna räta, X aviga.
Varv 8: Upprepa varv 2.
Upprepa hela instruktionen.

### Patentstickning

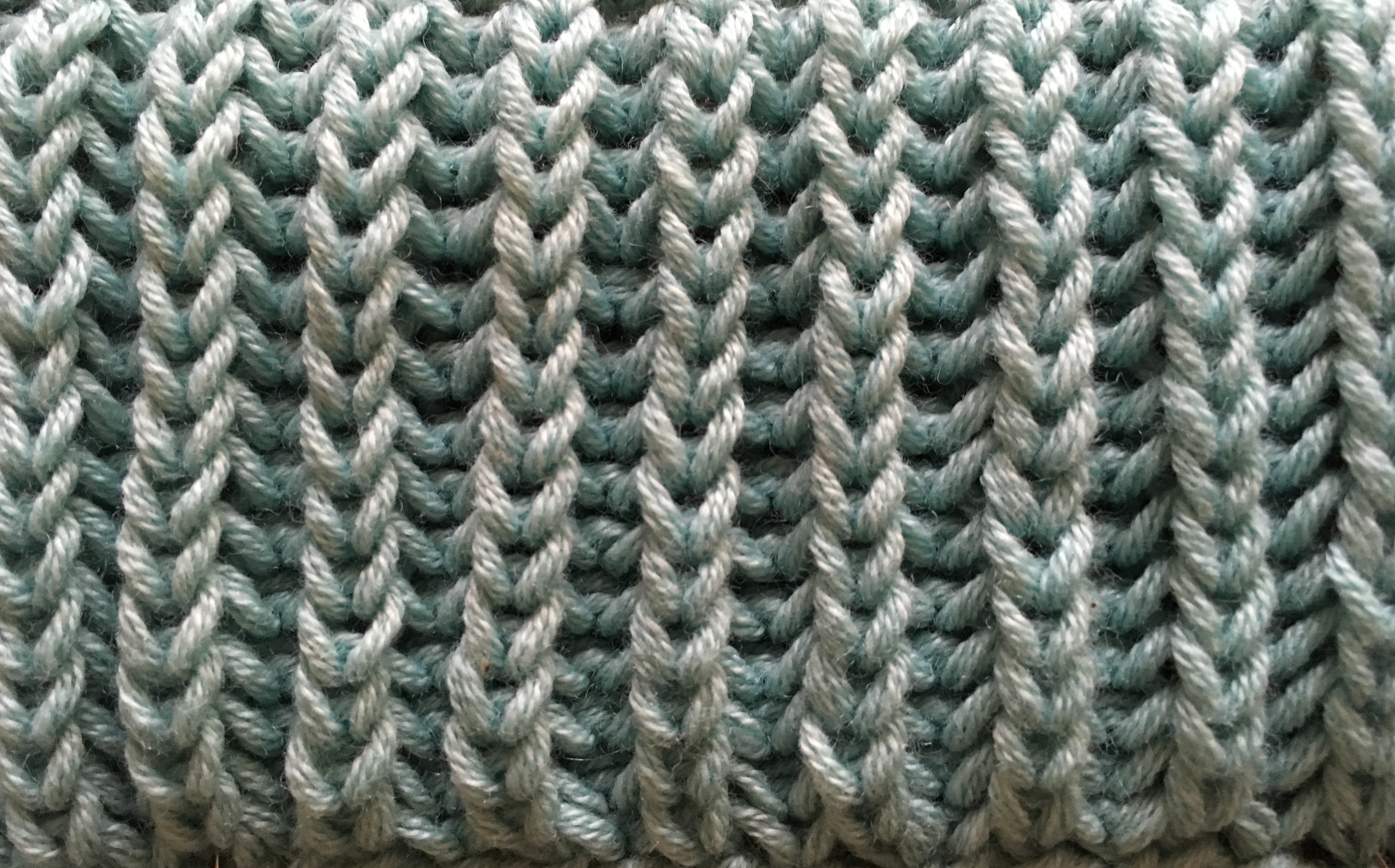
Patentstickning.

Genom att göra ömsom lyfta maskor, göra omslag och sticka ihop omslag med vanliga maskor fås ett mönster som liknar ribbstickning på vissa sätt, men som är fluffigare och inte har samma töjbarhet som ribbstickning. Då varje varv egentligen bara stickar vidare på varannan av de faktiska maskorna krävs det dubbelt så många stickade varv för att få samma längd på arbetet som vid ribbstickning. 
Lägg upp ett jämnt antal maskor.
Varv 1: 1 rät, *omslag, lyft 1 maska avigt, 1 rät, upprepa från *, avsluta med 1 rät. 
Varv 2: 1 rät. *omslag, lyft 1 maska avigt, sticka ihop omslag och lyft maska från förra varvet som 1 rät, upprepa från *, avsluta med 1 rät.
Upprepa varv 2.